# 福井県道160号板倉高江線
福井県道160号板倉高江線（ふくいけんどう160ごう いたくらたかえせん）は福井県坂井市内に終始する主要地方道と一般県道を結ぶ一般県道である。

## 路線概要
福井県道17号と福井県道163号を結ぶ路線であり、坂井市内を東西に横断し市内の交通を円滑にしている路線である。嶺北北部の南北に走る国道305号を除く幹線路線全てと接続しており、坂井市内において非常に重要な役割を担っている。

### 路線データ
- 起点：福井県坂井市丸岡町板倉
- 終点：同市春江町高江

## 道路状況
嶺北北部の県道は一般的に福井市または石川県加賀市に至ることが重要となるので、南北に走る路線の方が高規格となる傾向がある。この路線は東西に走る路線の中では幹線と呼べる道路だが、それでも一般的な県道と同格程度の規格である。片側1車線は確保されているので走行はしやすいが、南北に走る路線と接続する度、やや重複したり交差点の進入位置がずれたりとトレースするには注意する箇所が多くある道路である。

## 接続路線
- 福井県道17号勝山丸岡線（坂井市丸岡町油為頭・油為頭交差点、起点）
- 福井県道167号磯部島西瓜屋線（坂井市丸岡町四ツ柳 -＜重複＞- 同地内）
- 国道8号（福井バイパス）（坂井市丸岡町安田・安田第2交差点）
- 福井県道30号福井丸岡線現道（坂井市丸岡町南横地・南横地交差点）
- 福井県道109号南横地芦原線（坂井市丸岡町北横地・北横地南交差点）
- 福井県道268号福井森田丸岡線（坂井市春江町中筋） - 交差側道路未共用
- 福井県道29号福井金津線旧道（坂井市春江町為国幸 -＜重複＞- 同市春江町江留上中央）
- 福井県道29号福井金津線現道（坂井市春江町江留下相田・江留下交差点）
- 福井県道・石川県道5号福井加賀線（坂井市春江町田端・春江西小交差点）
- 福井県道163号高江針原線（坂井市春江町高江・高江交差点、終点）

## 沿線
- えちぜん鉄道三国芦原線 太郎丸エンゼルランド駅